# Kirche Lauknen
Die Kirche in Lauknen (russisch Кирха Лаукнена Kircha Lauknena, der Ort hieß zwischen 1938 und 1946: Hohenbruch) war ein neugotischer Bau aus dem beginnenden 20. Jahrhundert.  Bis 1945 war sie die evangelische Pfarrkirche für die Bewohner des weitflächigen Kirchspiels des heutigen Gromowo im früheren ostpreußischen Kreis Labiau und dem jetzigen Rajon Slawsk (Kreis Heinrichswalde) in der russischen Oblast Kaliningrad (Gebiet Königsberg (Preußen)). Heute steht nur noch die Turmruine des einstigen Gotteshauses.

## Geographische Lage
Das heutige Gromowo ist über eine Nebenstraße erreichbar, die in Salessje (Mehlauken, 1938 bis 1946 Liebenfelde) von der russischen Fernstraße A 190 (einstige deutsche Reichsstraße 126) in nördlicher Richtung abzweigt. Salessje ist auch die nächste Bahnstation und liegt an der Bahnstrecke Kaliningrad–Sowetsk (Königsberg–Tilsit). Kurz vor der zentralen Straßenkreuzung des sich auf fünf Kilometer ausdehnenden Ortes ist die Turmruine zu finden.

## Kirchengebäude
Lauknen verfügte bereits lange über eine Kirche. Die alte Kirche wurde abgetragen und am 27. Juni 1850 der Grundstein für einen hölzernen Kirchenrundbau gelegt. Ihn zierte ein Türmchen als Bekrönung. Zur Innenausstattung zählten ein Kruzifix aus Elfenbein, zwei steinerne Altarleuchter, ein versilbertes Taufbecken sowie ein Abendmahlskelch- und Hostienkästchen.
Im Jahre 1905 erfolgte der Neubau des Gotteshauses in gotischem Stil mit an der Südwestecke eingesetztem hohen Turm. Im Osten war der Altarraum mit eingefügter Sakristei angefügt. Das Kirchenschiff dominierten die dunklen Kirchenbänke. Auf der Südseite war eine Empore mit Sitzbänken angebracht, ebenso an der Westseite als Standort für die Orgel.
Den Zweiten Weltkrieg überstand die Kirche bis auf einen Artillerietreffer nahezu unversehrt. Konnte das leicht beschädigte Dach von 1945 von einheimischen Bürger ausgebessert werden, so wurde in der Folgezeit das Kirchenschiff als Steinbruch genutzt und abgetragen. Für den Turm fand man immerhin eine Verwendung als Wasserturm. So wenigstens überstand er bisher die Jahre, wenn auch in einem sehr beschädigten Zustand. Er ist weithin sichtbar.

## Kirchengemeinde
Eine eigenständige Pfarrei wurde in Lauknen erst im Jahre 1854 gegründet, die man von der Kirche Gilge abzweigte. Bereits ein Jahr zuvor war die Stelle für einen Geistlichen errichtet worden. Das Kirchenpatronat war staatlich. Im Jahr 1925 zählte das Kirchspiel der Kirche Lauknen 4200 Gemeindeglieder, die in 16 verschiedenen Orten und Ortschaften lebten. Bis 1945 gehörte die Kirchengemeinde zum Kirchenkreis Labiau in der Kirchenprovinz Ostpreußen der Kirche der Altpreußischen Union.
Aufgrund von Flucht und Vertreibung der einheimischen Bevölkerung kam nach 1945 das kirchliche Leben in Lauknen (das seit 1938 „Hohenbruch (Ostpreußen)“ hieß) zum Erliegen. Die restriktive Religionspolitik der Sowjetunion setzte ohnehin aller religiösen Betätigung ein Ende. In den 1990er Jahren entstand im nahegelegenen Golowkino (Nemonien, 1938 bis 1946 Elchwerder) an der Küste des Kurischen Haffs eine neue evangelisch-lutherische Gemeinde, in deren Einzugsgebiet Gromowo heute liegt. Sie ist eine Filialgemeinde der Auferstehungskirche in Kaliningrad (Königsberg) in der Propstei Kaliningrad der Evangelisch-lutherischen Kirche Europäisches Russland.

### Kirchspielorte
Zum Kirchspiel der Kirche Lauknen gehörten bis 1945 16 Orte und kleinere Ortschaften (* = Schulort):
| Name            | Änderungsname 1938 bis 1946 | Russischer Name |  | Name            | Änderungsname 1938 bis 1946 | Russischer Name |
| --------------- | --------------------------- | --------------- |  | --------------- | --------------------------- | --------------- |
| *Alt Heidlauken | Wiepenheide                 | Bugorki         |  | Neu Heidlauken  |                             | Gorki           |
| *Elchtal        |                             | Saliwnoje       |  | Neubruch        |                             |                 |
| Julienbruch     |                             | Brusnitschnoje  |  | Nemonien, Forst | Elchwerder, Forst           |                 |
| *Königgrätz     |                             |                 |  | *Petricken      | Welmdeich                   | Fontanka        |
| Kupstienen      | Moorfelde                   |                 |  | *Sadowa         |                             | Mochowoje       |
| Langendorf      |                             |                 |  | *Schenkendorf   |                             | Gruschewka      |
| Lauknen         | Hohenbruch (Ostpr.)         | Gromowo         |  | Schetricken     | Wiepenheide                 |                 |
| *Mauschern      | Kleinlangendorf             | Passetschnoje   |  | *Timber         |                             | Rybazkoje       |

Von all diesen Kirchspielorten existiert heute lediglich noch der Pfarrort.

### Pfarrer
In der Zeit des Bestehens der selbständigen Kirchengemeinde Lauknen amtierten an der Kirche neu evangelische Geistliche:
- Leo Jonas, 1853–1854[8]
- Robert Friedrich Th. Boettcher, 1854–1868
- Johann Albert Schneider, 1868–1882
- August Heinrich Wetzki, 1884–1893
- Hermann Otto Arthur Salopiata, 1894–1901
- Ernst Albert Paul Harner, 1897
- Christoph Lepenies, 1901–1910
- Alfred O. Johannes Schulz, 1910–1933
- Martin Schultz, 1933–1945